# Caupolicana friesei
Caupolicana friesei là một loài Hymenoptera trong họ Colletidae. Loài này được Jörgensen mô tả khoa học năm 1909.